# جوزيف باتريك دوناهو
جوزيف باتريك دوناهو (بالإنجليزية: Joseph Patrick Donahue)‏ هو كاهن كاثوليكي أمريكي، ولد في 6 نوفمبر 1870 في نيويورك في الولايات المتحدة، وتوفي في 26 أبريل 1959 في نيويورك في الولايات المتحدة.